# Sjöräddningsbåt

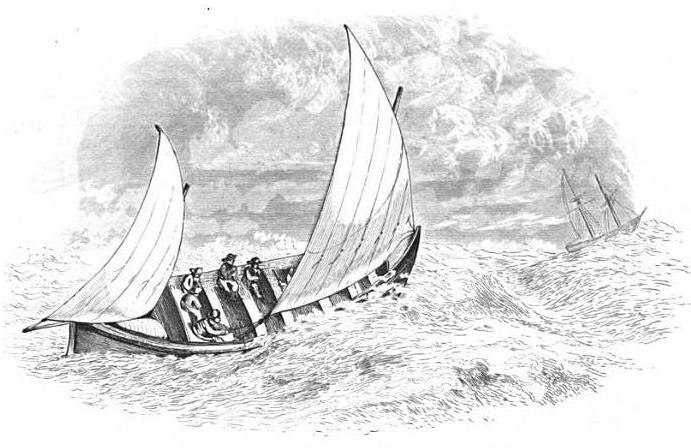
Beaching-Peakes självrätande räddningsbåt från 1851

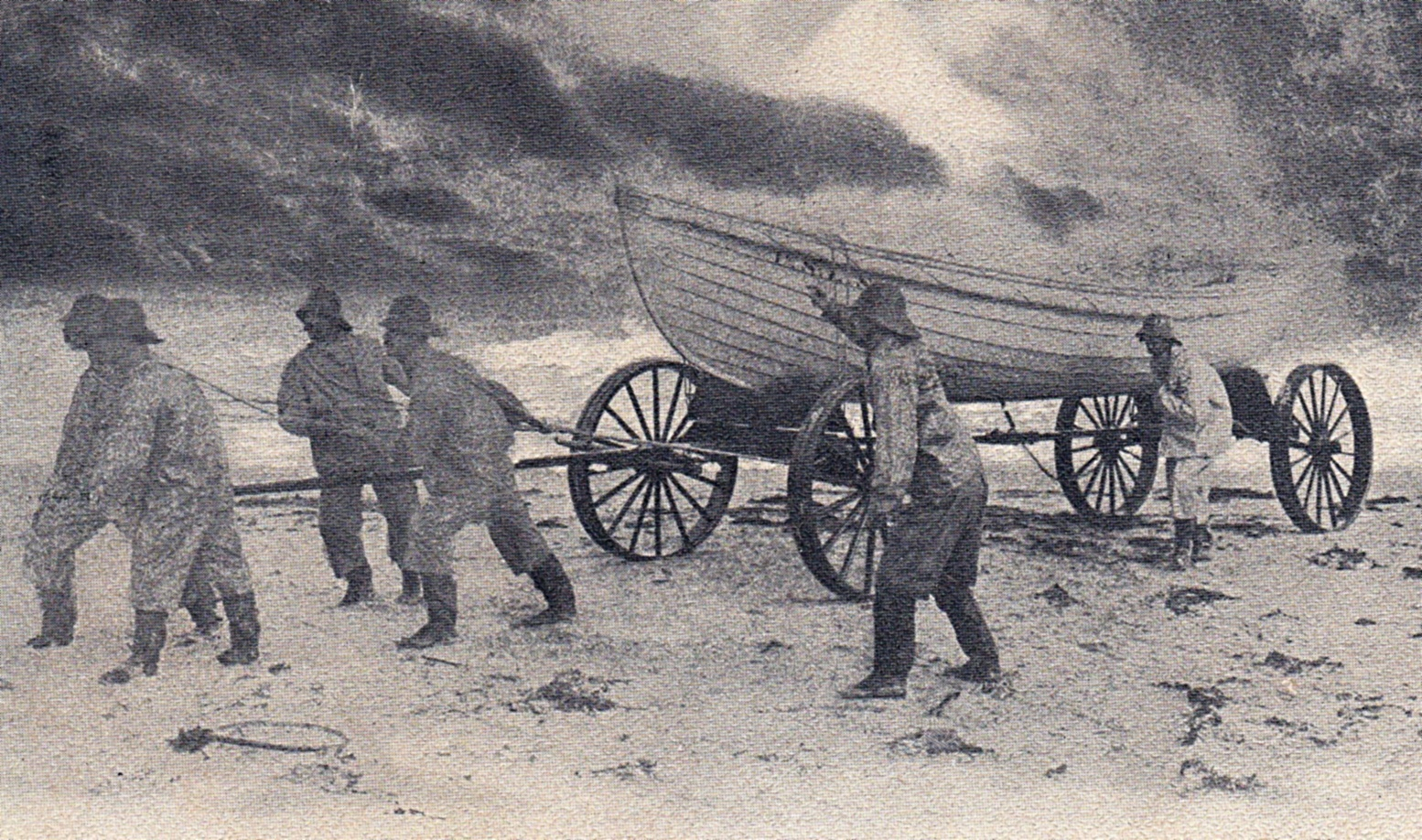
Räddningsbåt i Cape Cod i USA, på vykort från 1906

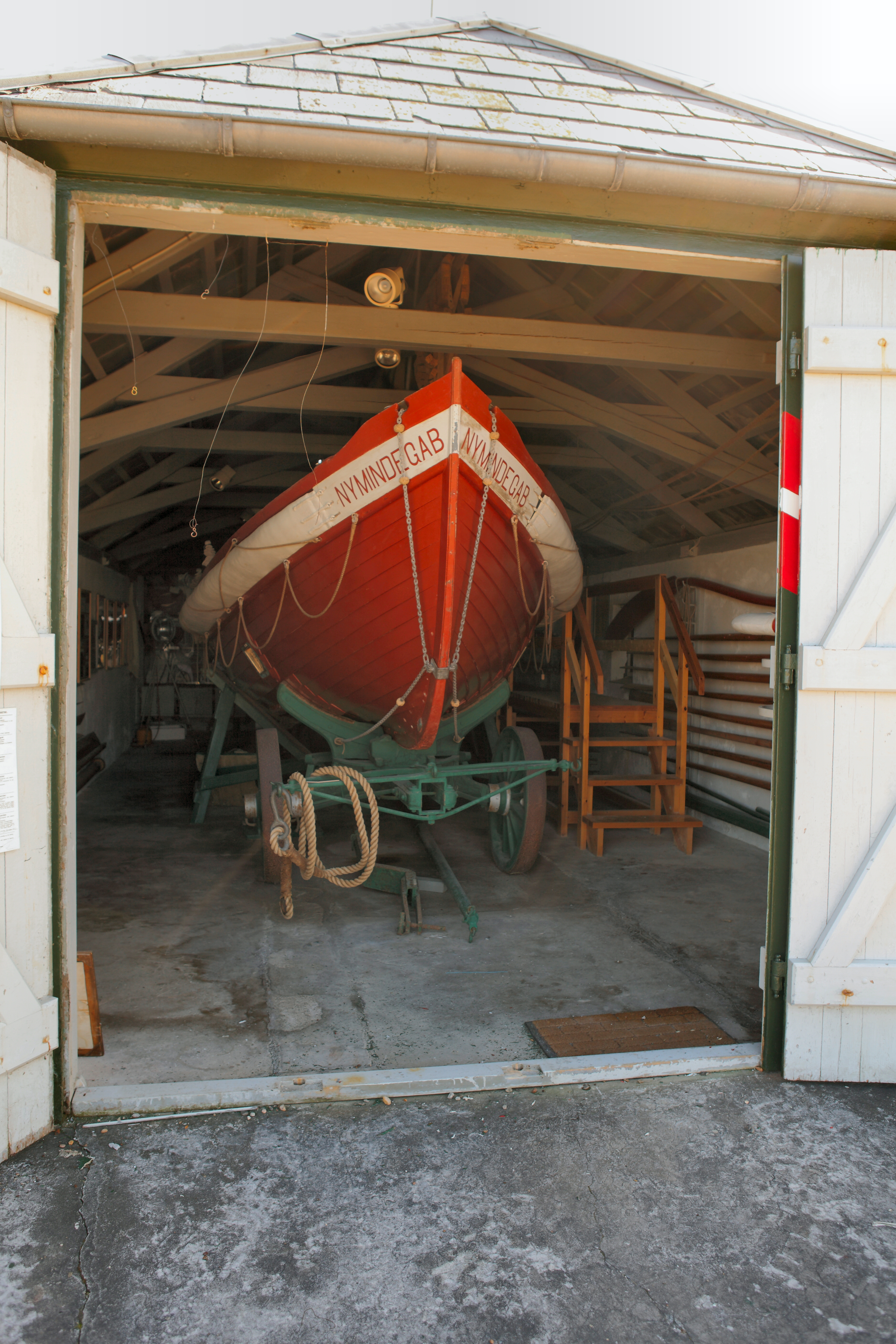
Räddningsbåt byggd 1890 på Orlogsværftet i Köpenhamn, i Nymindegab Redningsstation i Danmark

Tekniken med sjöräddningsbåtar, båtar som används vid sjöräddning, utvecklades under 1700-talet i Storbritannien. Den första sjöräddningsstationen med båt inrättades 1776 av William Hutchinson på Formby Beach i Liverpool.

## Historik

### Bakgrund
Den första osänkbara räddningsbåten tillskrivs engelsmannen Lionel Lukin. Han modifierade och patenterade 1784 en 6,1 meter lång norsk yawl, genom att förse den med vattentäta, korkfyllda kammare i syfte att öka flytkraften, samt med en köl i gjutjärn för att hålla båten upprätt.
Den första specialbyggda, nio meter långa räddningsbåten konstruerades av Henry Greathead 1789, och testades på floden Tyne i England den 29 januari 1790. Den roddes av tio man och var försedd med gördlar av kork. Henry Greatheads båt togs i bruk 1790, varefter Greathead under de följande åren byggde ytterligare 30 båtar av samma typ. År 1807 ritade Lionel Ludkin Frances Ann för Lowestoft räddningsstation, som dock var mindre nöjd med Henry Greatheads konstruktion.
Den första självrätande båten utvecklades 1789 av William Wouldhave. Självrätande konstuktioner kom dock inte till användning förrän på 1840-talet. År 1851 ritade James Beeching och James Peake den självrätande Beeching–Peake-räddningsbåten, som blev standardtyp för nya båtar inom Royal National Lifeboat Institution.

### Utveckling
Dessa tidiga räddningsbåtar hade en besättning på sex–tio frivilliga båtsmän, vilka rodde ut från stranden till ett fartyg i sjönöd. Olika lokala initiativ förenades i Storbritannien tidigt i en nationell organisation genom grundandet 1824 av Royal National Lifeboat Institution. 
I Storbritannien introducerades 1890 den första maskindrivna båten, med drift via ångmaskin. År 1929 togs motorräddningsbåten Princess Mary i tjänst. Hon var på sin tid den största havsgående räddningsbåten och kunde transportera fler än 300 personer på räddningsuppdrag. Princess Mary var stationerad på Padstow i Cornwall. 

### Moderna räddningsfartyg
Från 1890 har den tidigare grundmodellen modifierats genom att räddningsbåtarna försågs med förbränningsmotorer, vilka ökar drivkraften och räckvidden. De har därmed kunnat sjösättas från stranden i alla väder och nå längre ut till havs. Den äldre typen av räddningsbåt var beroende av segel och åror. 
I många länder används ribbåtar sedan många år som standardbåtar för strandnära sjöräddning, bland annat eftersom de snabbt kan transporteras på land efter en terrängbil. Specialritade båtar med vattenjetdrift har framgångsrikt introducerats. Jämfört med vanliga fritidsbåtar har dessa små till medelstora räddningsbåtar ofta mycket låga fribord, så att nödställda kan tas ombord utan att lyftas. Detta innebär att båtarna är konstruerade för att köras med vatten i båtskrovet och förlita sig på flyttankar, snarare än skrovdeplacement, för att hålla sig flytande och upprätta.

## Bildgalleri

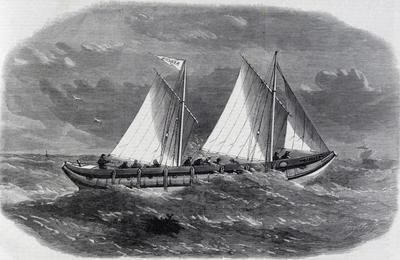
Brittisk räddningsbåt från New Brighton, 1863
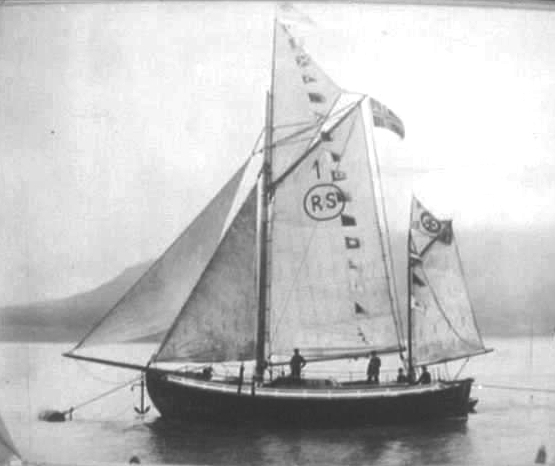
Räddningsskutan Colin Archer, byggd 1893 och i tjänst till 1933
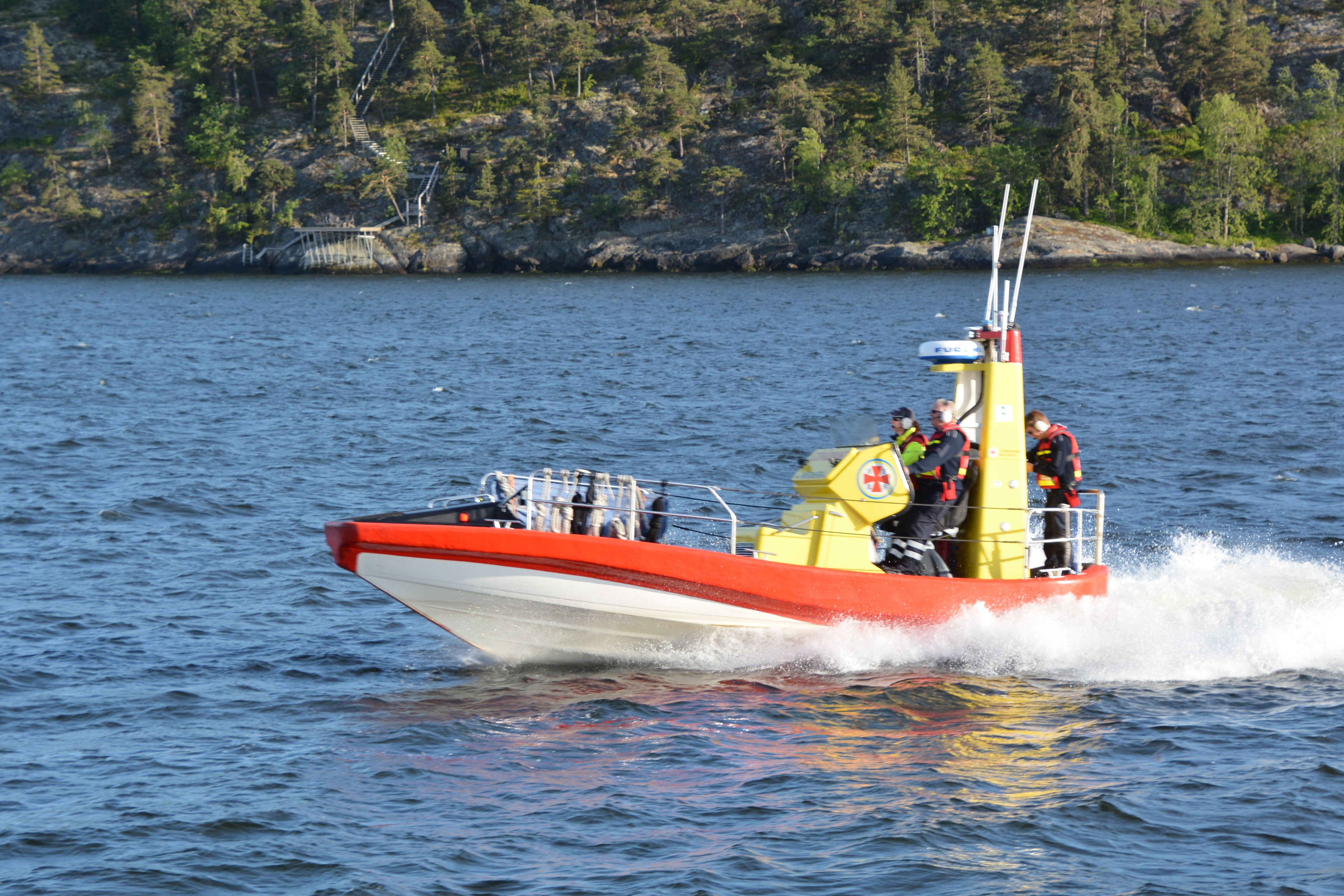
En båt av Gunnel Larssonklass, en nutida mindre standardbåt inom Sjöräddningssällskapet
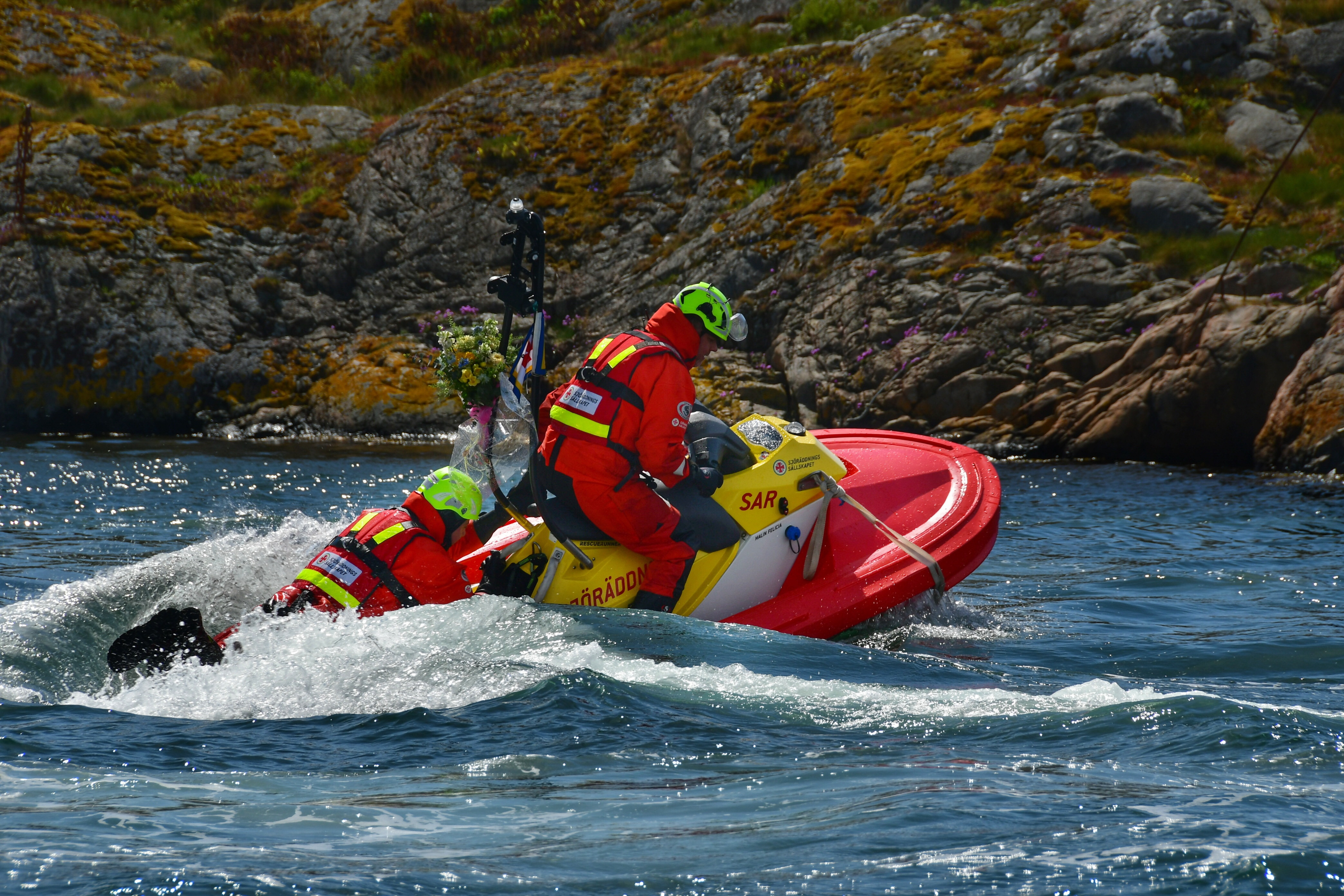
En svensk Rescuerunner under livräddningsövning
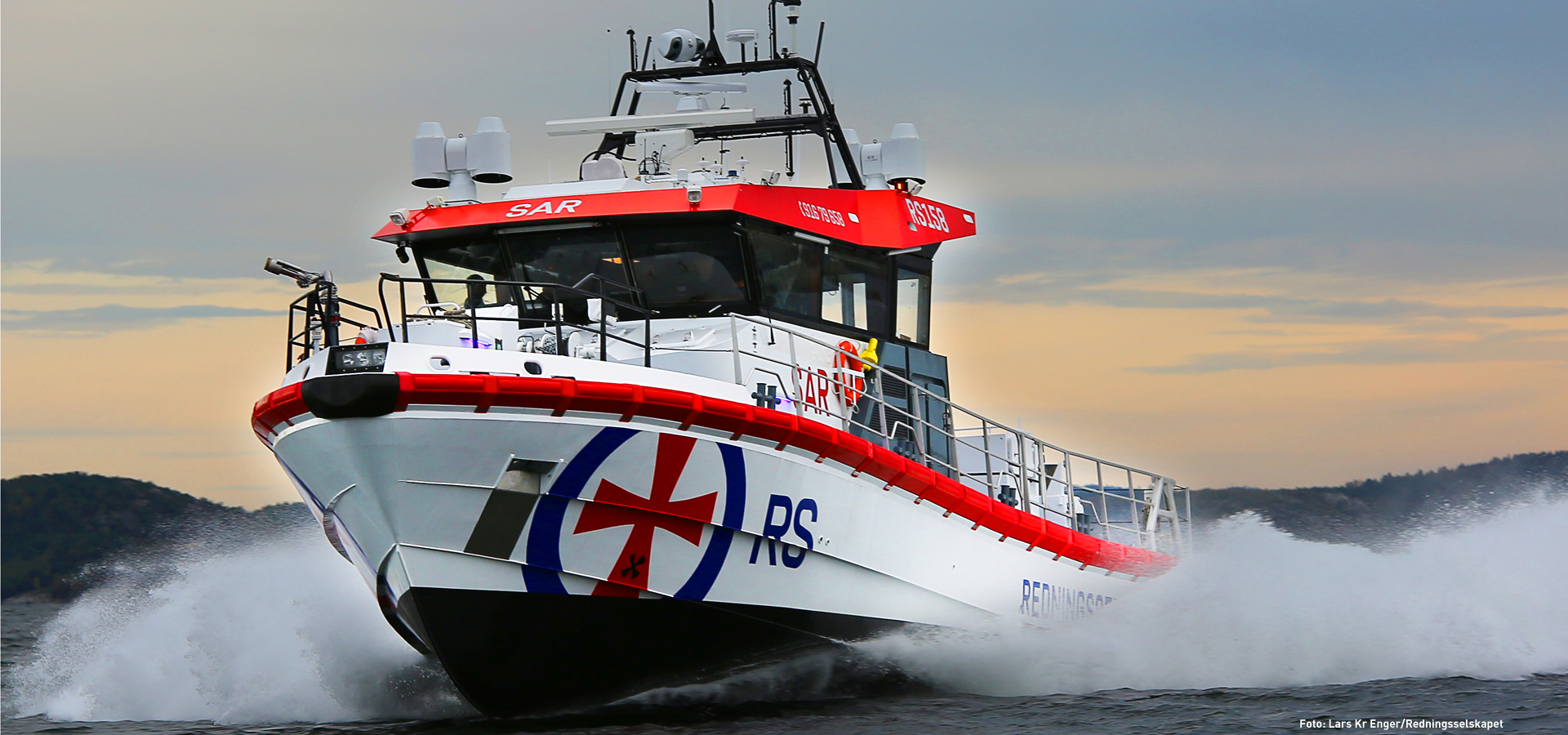
Norska RS 158 Idar Ulstein, 21,9 meter lång
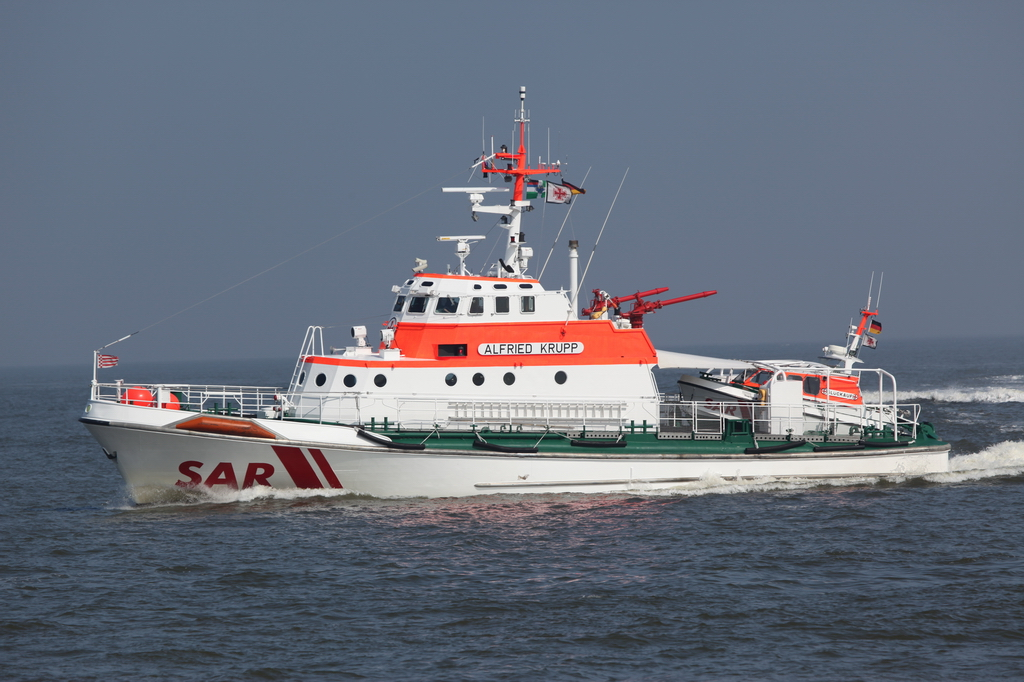
Tyska Alfried Krupp, 27,5 meter lång